# Rik Tommelein
Rik Tommelein, född 1 november 1962, är en friidrottare från Belgien. Han deltog vid olympiska sommarspelen 1984.